# 蔡斯縣 (堪薩斯州)
蔡斯县（英語：Chase County，簡稱CS）是美國堪薩斯州東部的一個縣。面積2,015平方公里。根據美國2000年人口普查，共有人口3,030人。縣治卡頓伍德福爾斯（Cottonwood Falls）。
成立於1859年2月11日。縣名紀念美國財政部長、美國首席大法官薩蒙·P·蔡斯。